# U 50 (U-Boot, 1916)
U 50 war ein deutsches U-Boot vom Typ U 43, das im Ersten Weltkrieg von der deutschen Kaiserlichen Marine eingesetzt wurde.

## Geschichte
Der Auftrag für das Boot wurde am 7. August 1914 an die Kaiserliche Werft Danzig vergeben. Der Stapellauf erfolgte am 31. Dezember 1915, die Indienststellung unter Kapitänleutnant Gerhard Berger fand am 4. Juli 1916 statt.
Das Boot gehörte vom 30. August 1916 bis zu seinem ungeklärten Verschwinden der III. Flottille an.
U 50 unternahm während seiner Dienstzeit fünf Feindfahrten, auf denen 27 Schiffe mit einer Gesamtbruttoregistertonnage von 92.924 BRT versenkt wurden.
Im Februar 1917 versenkte U 50 vor der irischen Küste ohne Vorwarnung den britischen Passagierdampfer Laconia, der mit knapp 300 Passagieren an Bord aus New York kam. Zwölf Menschen kamen bei dem Untergang ums Leben, darunter zwei US-Amerikaner, was zu erheblichen politischen Spannungen zwischen den Vereinigten Staaten und dem Deutschen Reich führte.

## Verbleib
U 50 marschierte auf seiner Feindfahrt durch den Auslaufweg „Gelb“ in die Nordsee durch die Defensivminenfelder in der Deutschen Bucht. Am 31. August 1917 funkte das Boot eine Positionsmeldung, nach der es laut Beobachterdienst der Deutschen auf der Position 55° 15′ N, 4° 10′ O stand. Seither blieb U 50 verschollen. In den britischen Quellen wurde keine Versenkung des Bootes erwähnt. Ende September wurde die Leiche des Kommandanten an einer der Nordfriesischen Inseln angetrieben. Eine Untersuchung ergab, dass der Leichnam etwa einen Monat lang im Wasser gewesen war. Vermutlich lief U 50 auf eine der fast 2000 Minen, welche die Briten Anfang August an den Ausgängen der minenfreien Auslaufwege für deutsche Schiffe gelegt hatten auf. Am 22. August sichtete UB 21 einen ablaufenden britischen Minenleger vor dem Auslaufweg „Gelb“, meldete diesen Vorfall jedoch nicht der Marineführung. U 50 musste schließlich dieses Seegebiet passieren. Dass das Boot auf eine dieser Seeminen gelaufen ist, ist wahrscheinlich, es kann aber auch durch Havarie infolge technischer Mängel oder menschlichen Versagens verlorengegangen sein.